# Silvia Marziali
Silvia Marziali (Edolo, Brescia, Italia, 31 de enero de 1988) es una árbitro de baloncesto italiana de la Serie A2. Se trata de la primera mujer italiana que dirige partidos internacionales, por la FIBA.

## Trayectoria
Comenzó siendo  atleta, luego juguó en Porto San Giorgio hasta los 18 años y fue entonces cuando empezó a arbitrar un impulsada por una amiga suya. Se mudó a Roma para el seguir sus estudios de medicina, momento en el que tuvo que dejar de jugar, pero siguió arbitrando en Lazio.
Se incorporó en la Serie A2 en 2014. El 19 de octubre de 2017, debutó como árbitra internacional FIBA, dirigiendo en Gerona (España) un partido de la Copa Europea Femenina de la FIBA entre Spar Citylift Uni Girona y Basket Landes (78–47) junto con  Gavin Williams y Martin Van Hove. Este fue un hito importante para el arbitraje italiano, ya que se trataba de la primera mujer italiana en dirigir un partido internacional de baloncesto.

## Temporadas
| Categoría        | País   | Año               |
| ---------------- | ------ | ----------------- |
| Categorías bases | Italia | 2006 - 2004       |
| Serie A2         | Italia | 2004 - Actualidad |
| FIBA             | Mundo  | 2017 - Actualidad |